# 블루에어라인
블루에어라인(Blue Airlines)은 대한민국의 항공기사용사업자이다. 과거에는 에버그린항공(Evergreen Air)이라는 명칭을 사용하였다.

## 역사
2011년 에버그린항공이 소형항공운송사업을 승인받아 설립되었다. 2011년 3월 4일부터 에이스항공의 포항 ~ 여수 노선을 편명공유 형태로 영업을 시작했으나 에이스항공의 정기정비 불이행으로 6월 3일 운항을 잠정중단하였다. 2011년 9월 현재의 사명인 블루에어라인으로 사명을 변경하였다. 2011년 9월 5일 독자 항공사 면허를 서울 지방 항공청으로부터 취득하였으며 12월 6일 AOC(운항증명)를 발급받아 한려 수도 상공 투어를 시작으로 전라남도 전 지역을 대상으로 관광비행을 시작했다.
여수 엑스포 이후 전라남도 지역에서 철수, 2013년 9월부터 서울특별시 송파구 인근에서 헬리콥터를 이용한 관광비행 사업을 펼치고 있다.